# Maria de Brabant, regină a Franței
Maria de Brabant (13 mai 1254 – 12 ianuarie 1321) a fost regină consort a Franței, ca a doua soție a regelui Filip al III-lea al Franței.
Maria s-a născut la Leuven în Ducatul de Brabant. A fost fiica lui Henric al III-lea, Duce de Brabant și a soției acestuia, Adelaide de Burgundia, fiica lui Hugh al IV-lea, Duce de Burgundia.
1. 1 2  Kindred Britain